# 阿井渉介
阿井 渉介（あい しょうすけ、1941年12月2日 -）は、日本の小説家。本名、阿井 文瓶（あい ぶんぺい）。

## 人物・来歴
1941年、中国の北京市に生まれる。1943年に静岡県藤枝市、1953年に焼津市へと転居する。早稲田大学第一文学部卒業後、広告代理店などを経て、1972年より、大学時代に親しくなっていた脚本家の石堂淑朗の下で、口述筆記などを手伝っていた。石堂の勧めで『ウルトラマンA』のフォース助監督を務める傍ら、脚本家としての基礎を学ぶ。1973年、本名の阿井文瓶名義で『ウルトラマンタロウ』第26話「僕にも怪獣が退治できる!」の脚本を執筆しデビュー。以後『ウルトラマンレオ』のほか、『七人の刑事』『特捜最前線』『風が燃えた』など一般ドラマの脚本を執筆。
1980年、阿井渉太郎名義の『第八東龍丸』で第35回小説現代新人賞を受賞、以後小説家生活に入る。講談社「小説現代」などに短編・中編小説を発表する傍ら、長編推理小説を手がけたほか、海洋冒険小説も発表した。主な作品に『視聴率の身代金』『列車消失』『逆鱗の島に還れ』『荒南風』『魂丸』『大断層の東』『大江戸ひっくり返史』がある。このうち『荒南風』は推理作家協会賞候補作となった。小説家としての活動の他に、野口雨情作詞の童謡『赤い靴』のモデル論争でも知られる。
2001年、東京大学大気海洋研究所の研究船・白鳳丸に乗り込み、青山潤とともにウナギの卵の発見や新種のウナギ発見を成し遂げた。

## 主な脚本作品
- 刑事くん
- 若い!先生
- 夜明けの刑事
- 仮面ライダーストロンガー  - 第8話「溶けるなライダー! とどめの電キック!!」
- 刑事犬カール
- コメットさん（第2期）
- 特捜最前線
- 風が燃えた（山口百恵主演）
- ニュードキュメンタリードラマ昭和 松本清張事件にせまる 第21回「銅メダルの男 円谷幸吉の死」

### ウルトラシリーズ
- - ウルトラマンタロウ
  - ウルトラマンレオ  - 第49話「死を呼ぶ赤い暗殺者!」にカメオ出演
  - ウルトラマン80  - 前半メインライター

## 著書
- 『視聴率の身代金』（講談社ノベルス） 1983
- 『卑弥呼殺人事件』（講談社ノベルス） 1983、のち徳間文庫
- 『追跡 黒き叛流の果てに』（トクマ・ノベルズ） 1985
- 『能登・泣き砂の殺意』（講談社ノベルス） 1985
- 『京都原宿ハウスマヌカン殺人事件』（講談社ノベルス） 1987
- 『逆鱗の島へ還れ』（徳間書店） 1987
- 『「大久保長安の黄金」殺人行』（トクマ・ノベルズ） 1991
- 『汝が崇めたるを焼け 男になるための第一章!』（講談社ノベルス） 1995
- 『荒南風』（講談社） 1997、のち文庫
- 『大断層の東』（実業之日本社） 2000
- 『魂丸 海図なき逃亡』（徳間書店） 2000 のち文庫
- 『大江戸ひっくり返史 露八史観』（河出書房新社） 2007
- 『うなぎ丸の航海』（講談社文庫） 2007
- 『捏像 はいてなかった赤い靴 定説はこうして作られた』（徳間書店） 2007
- 『伏龍 海底の少年特攻兵』（阿井文瓶名義、河出書房新社） 2010
- 『愛と憎しみ 奇跡の老々介護』（講談社） 2016
- 『慶喜暗殺 太鼓持ち刺客松廼家露八』（徳間書店） 2022

### 列車シリーズ
- 『北列車連殺行』（講談社ノベルス） 1988、のち文庫
- 『火の湖列車連殺行』（講談社ノベルス） 1989、のち改題文庫化『湖列車連殺行』
- 『雪列車連殺行』（講談社ノベルス） 1989、のち文庫
- 『終列車連殺行』（講談社ノベルス） 1990、のち文庫
- 『列車消失』（講談社ノベルス） 1990、のち文庫
- 『赤い列車の悲劇 駅消失。列車迷走!』（講談社ノベルス） 1991、のち文庫
- 『Y列車の悲劇 乗客消失!』（講談社ノベルス） 1991、のち文庫
- 『銀河列車の悲しみ』（講談社ノベルス） 1992、のち文庫
- 『虹列車の悲劇』（講談社ノベルス） 1992、のち文庫
- 『黒い列車の悲劇』（講談社ノベルス） 1993、のち文庫

### 警視庁捜査一課事件簿シリーズ
- 『生首岬の殺人 警視庁捜査一課事件簿』（講談社ノベルス） 1994、のち文庫
- 『まだらの蛇の殺人 警視庁捜査一課事件簿』（講談社ノベルス） 1994、のち文庫
- 『蒼ざめた馬の殺人 警視庁捜査一課事件簿』（講談社ノベルス） 1994、のち文庫
- 『風神雷神の殺人 警視庁捜査一課事件簿』（講談社ノベルス） 1994、のち文庫
- 『雪花嫁の殺人 警視庁捜査一課事件簿』（講談社ノベルス） 1994、のち文庫
- 『ドッペルゲンガーの殺人 警視庁捜査一課事件簿』（講談社ノベルス） 1994

### 雨宮美来シリーズ
- 『夜明けまぢかに殺されて』（トクマ・ノベルズ） 1998
- 『ときめきのとき殺されて』（実業之日本社、Joy novels） 2003

## 出演
- ウルトラ情報局 2008年10月号（ファミリー劇場）
- NHK視点論点 2010（伏龍　海底の少年特攻兵）